# Gemeinschaft Papst Johannes XXIII.

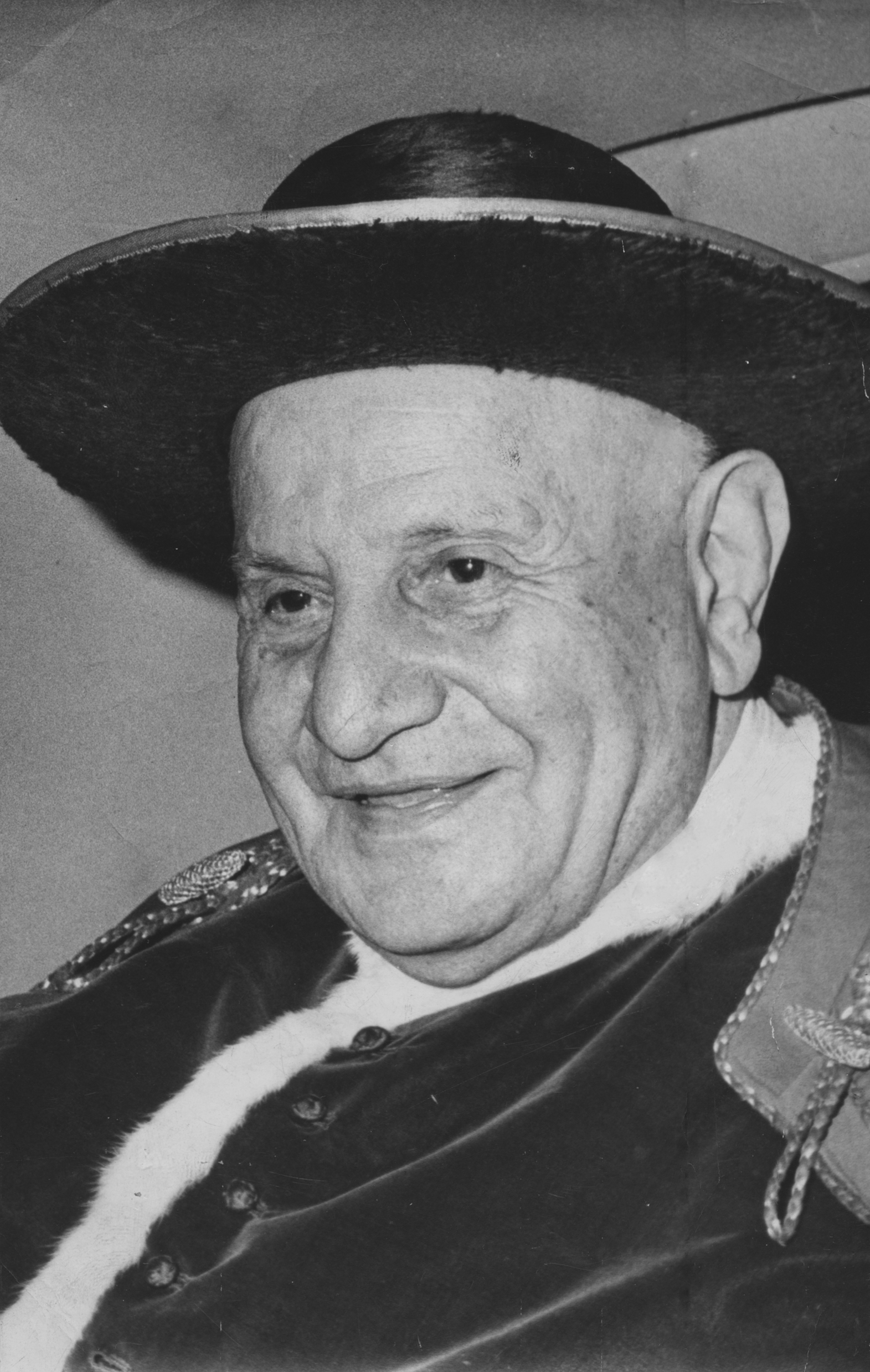
Papst Johannes XXIII.

Die Gemeinschaft Papst Johannes XXIII. (it.: Comunità papa Giovanni XXIII.) ist eine Vereinigung von Gläubigen in der römisch-katholischen Kirche. Sie wurde 1968 gegründet und trägt den Namen des heiligen Papstes Johannes XXIII. 2004 wurde die Gemeinschaft vom Päpstlichen Rat für die Laien als eine internationale Vereinigung von Gläubigen anerkannt. Ihr gehören etwa 1.850 Mitglieder in über 25 Ländern der Welt an. Seit 2006 hat die Vereinigung eine beratende Funktion im Wirtschafts- und Sozialrat der Vereinten Nationen.

## Geschichte
Als Urheber der Vereinigung gilt der italienische Priester Oreste Benzi. Der Priester, der auch Religionslehrer war, wirkte in der Arbeit mit Heranwachsenden. Schon in früheren Jahren seines Wirkens hatte er Begegnungsstätten für Jugendliche errichtet. 1968 gründete er mit einer Gruppe Jugendlicher und Priestern die Vereinigung "Gemeinschaft Papst Johannes XXIII." und richtete ein gemeinsames Sommercamp ein. 1973 eröffnete die Vereinigung das erste Familien-Haus in Rimini,  von dort aus verbreitete die Gemeinschaft sich weltweit. 
Der Bischof der Diözese Rimini Emilio Biancheri erteilte 1975 die bischöfliche Approbation für die Diözese Rimini; 1980 stellte Don Benzi den offiziellen Antrag zur Anerkennung als Vereinigung von Gläubigen. 1983 wurde die Vereinigung von der italienischen Bischofskonferenz anerkannt. Mit Beginn der 1990er Jahre hatte sich die Organisation über die Grenzen Italiens ausgeweitet, dieses hatte zur Folge, dass Benzi 1994 um die päpstliche Genehmigung ersuchte. Die Statuten wurden gemäß dem kanonischen Recht und den Anforderungen des Zweiten Vatikanischen Konzils überarbeitet und vom Päpstlichen Rat für die Laien genehmigt. Am 25. März 2004 erfolgte die Anerkennung als internationale Vereinigung päpstlichen Rechts.

## Selbstverständnis
Die Mitglieder der Gemeinschaft Papst Johannes XXIII. wollen ihr Leben mit den Ärmsten teilen. In weltweit rund 500 Häusern leben sie als Familie mit denen, die sonst keine Familie haben: Pflegekindern, Menschen mit Behinderung, Suchtkranken, Obdachlosen, Strafgefangenen, Zwangsprostituierten, Müttern in Not, Flüchtlingen, Straßenkinder. 
Die geistliche Grundlage bilden fünf Schwerpunkte: Das Leben mit den Ärmsten und Letzten zu teilen, ein armes Leben zu führen, Räume für das Gebet und Meditation zu schaffen, ein Leben im Gehorsam und in geschwisterlicher Liebe zu führen.  Aus Anlass des 30. Jubiläumsjahres führte Papst Johannes Paul II. während einer Ansprache aus: 

„Mit besonderer Zuneigung grüße ich euren Gründer und Verantwortlichen, den lieben Don Oreste Benzi, dem ich für die Worte danke, die er in euer aller Namen an mich gerichtet hat. Mein Gruß geht an seine Mitarbeiter, die Priester, die Ordensleute und an alle, die auf verschiedene Art und Weise eurer verdienstvollen Vereinigung angehören, die in diesen Tagen ihr 30. Gründungsjubiläum feiert […] Von Anfang an, seitdem Don Oreste Benzi das erste Haus familiärer Gemeinschaft eröffnete, hat sich eure Gemeinschaft, die seit einigen Monaten als internationale private Vereinigung von Gläubigen päpstlichen Rechts anerkannt ist, durch den besonderen Dienst an den Geringsten und durch wahres Mitgefühl ausgezeichnet. Sie ist stets bemüht, all jenen liebevoll neue Lebenskraft zu geben, die aus verschiedenen Gründen ohne Familie sind […] Eure Gemeinschaft wurde fortwährend von euren Bischöfen ermutigt und unterhält Beziehungen herzlichen Einvernehmens zu den Diözesen und Pfarreien, in denen sie wirkt. Es besteht die Absicht, eure Tätigkeit territorial auszuweiten. Daraus ergibt sich eine Zusammenarbeit mit öffentlichen und privaten gesellschaftlichen Strukturen, ohne jedoch die der Gemeinschaft eigene christliche Inspiration außer Acht zu lassen, an der sie sich stets orientiert und die sie beseelt […] Ihr seid euch sehr wohl bewusst, dass die karitative Tätigkeit für eure Brüdern ihr höchstes Ziel erreicht, wenn sie auf dem Primat der Liebe Gottes gründet. Um den Brüdern wahre Liebe zu schenken ist es notwendig, sie aus Gott zu schöpfen. Deshalb verbringt ihr viel Zeit mit dem Gebet und dem Hören des Wortes Gottes, und ihr gründet euer ganzes Dasein auf Christus.“

Aus der Gemeinschaft Papst Johannes XXIII. ist die verstorbene Sandra Sabattini (* 19. August 1961, † 2. Mai 1984) besonders zu würdigen. Ihr Seligsprechungsprozess wurde eingeleitet, ihre Grabstätte wurde zu einem Pilgerort für junge Menschen.

## Organisation und Verbreitung
Die Vereinigung ist heute in 25 Ländern vertreten, hierzu gehören Albanien, Australien, Bangladesch, Bolivien, Brasilien, Chile, China, Kroatien, Georgien, Kenia, Kosovo, Indien, Israel/Palästina, Italien, Moldawien, Niederlande, San Marino, Rumänien, Russland, Spanien, Sri Lanka, Tansania, Uganda, Venezuela und Sambia. Ihren Hauptsitz hat die Vereinigung in Rimini. Alle Mitgliedsländer sind in „Zonen“ organisiert, die jeweils von einem „Zonenverantwortlichen“ geleitet werden. Die Zonen sind in Gruppen unterteilt, die folgerichtig von einem „Gruppenverantwortlichen“ geleitet werden, die kleinste Verbandseinheit ist die „Familie“. Alle Mitglieder wählen einen „Zentralverantwortlichen“, der gemeinsam mit den Zonenverantwortlichen den „Leitungsrat“ bildet.